# Голф клуб Београд
Голф клуб Београд је спортски клуб, чије седиште се налази на Ади Циганлији у општини Чукарица на простору од 16 хектара.

## Опште информације
Клуб је смештен на Ади Циганлији, удаљен 4 км од центра Београда. У оквиру клуба се налази голф терен са 9 поља, укупне дужине 4860м, пар 68, голф вежбалиште, два  putting greena (од којих је један намењен искључиво члановима), два chipping greena  (од којих је један намењен искључиво члановима), нет бокс где се увежбавају ударци са најдужим палицама, репепција, шопинг центар и рецепција.
У оквиру клуба такође се налази клупска кућа где се налазе просторије за чланове, кафе, терасе са погледом на putting и chipping grin, играоница за децу, свлачионице са тушевима, просторија за одлагање голф опреме и голф симулатори.
Голф клуб Београд организује голф академију, индивидуалне голф часове, полагање за „зелену карту”, голф турнире и корпорацијске голф дане.